# 염산초등학교
염산초등학교는 대한민국 전라남도 영광군 염산면 봉남리에 있는 공립 초등학교이다.

## 학교 연혁
- 1926년 11월 1일 염산공립보통학교(4년제) 개교설립인가 7월 25일
- 1938년 4월 1일 염산공립심상소학교로 개칭[1]
- 1941년 4월 1일 염산공립국민학교로 개칭(10학급 편제)[2]
- 1945년 4월 1일 염산국민학교로 개칭(13학급 편제)
- 1995년 3월 1일 염산동국민학교 통페합
- 1996년 3월 1일 염산초등학교로 개칭
- 2000년 3월 1일 신성분교장[3], 야월분교장[4] 관할
- 2008년 3월 1일 신성분교장 통폐합
- 2008년 3월 1일 병설유치원 개원
- 2011년 3월 1일 낙월분교장 관할
- 2013년 3월 1일 송흥초등학교, 야월분교장 통폐합
- 2024년 9월 1일 제26대 신재영 교장 부임
- 2025년 1월 8일 제96회 졸업(7명), 총 졸업생 6,318명

## 참고 자료
- 염산초등학교 - 한국교육학술정보원 학교알리미